# Tanja Frieden
Tanja Frieden (* 6. Februar 1976 in Bern) ist eine ehemalige Schweizer Snowboarderin und Olympiasiegerin. Heute arbeitet sie als Referentin, Coach sowie Mentaltrainerin und ist Präsidentin der Schweizer Schneesportinitiative.

## Leben
Frieden ist in Thun aufgewachsen, ihre Mutter Kari stammte aus Norwegen, weshalb sie zu Beginn ihrer Karriere noch für dieses Land startete. Sie hat dort das Lehrerseminar besucht und danach zu Beginn ihrer Karriere teilzeitlich als Lehrerin gearbeitet, bevor sie vollends Profi-Snowboarderin wurde. Seit August 2015 lebt sie mit ihrem Lebensgefährten Marc Ramseier in Thun und hat mit ihm seit 30. Januar 2016 einen gemeinsamen Sohn. Seit 2016 gibt sie Motivations-Seminare und Trainingskurse für Frauen.

## Karriere
Ihr erstes Weltcuprennen bestritt sie im Jahr 1997. Seit dem Gewinn der Silbermedaille bei den Europameisterschaften 2000 gehörte sie zur Weltspitze. Ihren grössten Erfolg feierte sie bei den Olympischen Winterspielen 2006, als sie am 17. Februar in Bardonecchia die Goldmedaille in der erstmals ausgetragenen Disziplin Snowboardcross gewann. Bis kurz vor dem Ziel lag sie deutlich hinter Lindsey Jacobellis, die jedoch am zweitletzten Sprung nach einer missglückten Showeinlage stürzte und den Sieg der Schweizerin überlassen musste. Nur einen Tag zuvor war der US-Amerikaner Seth Wescott, mit dem Frieden seit längerer Zeit liiert war, ebenfalls Olympiasieger im Boardercross geworden. Sie wurde als Schweizer Sportlerin des Jahres 2006 geehrt.
Bei einem Qualifikationslauf zum Boardercross-Weltcup in Stoneham stürzte Frieden am 20. Januar 2010 schwer. Sie zog sich eine Schulterverletzung sowie beidseitig einen Achillessehnenriss zu. Am 26. Januar 2010 gab sie ihren Rücktritt vom Wettkampfsport bekannt.